# White Ridge Park
White Ridge Park är en park i Kanada.   Den ligger i provinsen British Columbia, i den sydvästra delen av landet, 3 700 km väster om huvudstaden Ottawa. White Ridge Park ligger 1 329 meter över havet.
Terrängen runt White Ridge Park är bergig åt nordost, men åt sydväst är den kuperad. White Ridge Park ligger uppe på en höjd.Trakten runt White Ridge Park är nära nog obefolkad, med mindre än två invånare per kvadratkilometer.. Det finns inga samhällen i närheten.
I omgivningarna runt White Ridge Park växer i huvudsak barrskog.